# Pentaquark

Schema dello stato legato di un generico pentaquark: q indica un quark, mentre '̅'̅q̅'̅'̅ indica un antiquark. Le linee ondulate rappresentano i gluoni, mediatori dell'interazione forte. I colori corrispondono alle varie cariche di colore dei quark. I colori rosso, verde, e blu, devono essere sempre presenti, mentre i rimanenti quark e antiquark devono condividere i corrispondenti colore e anticolore. In questa rappresentazione sono stati scelti blu e antiblu (mostrato come giallo).

Un pentaquark è un'ipotetica particella subatomica composta da un gruppo di 4 quark e 1 antiquark in uno stato legato (per un totale di cinque, rispetto ai tre quark dei normali barioni e ai due dei mesoni), e che ha, quindi, numero barionico pari a 1 (4 × 1/3 − 1/3). Il modello a pentaquark descrive quindi barioni esotici. Il 13 luglio 2015, il team di ricercatori dell'esperimento LHCb del CERN di Ginevra ha pubblicato una comunicazione preliminare nella quale si espongono osservazioni di risonanze compatibili con l'esistenza di uno stato legato di tipo pentaquark.

## Storia
Seguendo le idee di Arthur Jaffe, risalenti agli anni '70, sulla possibile presenza di mesoni e barioni esotici, nel 1997 fu predetta l'esistenza di un decupletto di barioni esotici dai fisici russi Maxim Polyakov, Dmitri Diakonov, e Victor Petrov dell'Istituto di fisica nucleare di San Pietroburgo. Essi, in particolare, predissero uno stato {\displaystyle \Theta ^{+}} con quark di valenza {\displaystyle uudd{\bar {s}}}, massa di 1530 MeV ed una larghezza nell'ordine di 15 MeV.
Nel 2003 l'esperimento giapponese LEPS mostrò l'evidenza sperimentale di un barione esotico {\displaystyle \Theta ^{+}} con stranezza e con massa pari a circa 1540 MeV/c2 (vedi tabella in fondo). Questo barione fu trovato nel processo {\displaystyle \gamma n\to nK^{+}K^{-}} come un picco nella massa invariante di {\displaystyle nK^{\pm }}. Nell'anno seguente altri nove esperimenti mostrarono picchi in processi simili (i canali {\displaystyle nK^{\pm }} e {\displaystyle p^{\pm }K^{0}}) nello stesso range di masse, con livelli di confidenza di {\displaystyle 4\sigma } o più. Altre risonanze furono scoperte di lì a poco, sebbene la loro esistenza non sia mai stata confermata. Questi numerosi articoli furono seguiti da altrettanti in cui esperimenti ad alta confidenza statistica non confermarono l'esistenza di tali barioni esotici: questi nuovi esperimenti, insieme a nuove analisi dei dati già in possesso, hanno classificato tali picchi come effetti statistici piuttosto che vere risonanze. 
Nell'edizione del 2008 della Review of Particle Physics, il fisico Charles G. Wohl del Lawrence Berkeley National Laboratory scrive:
Il 13 luglio 2015, la collaborazione LHCb presso l'acceleratore LHC del CERN di Ginevra ha pubblicato su arXiv un articolo preliminare, non ancora sottoposto a revisione paritaria, in cui si espongono i risultati di osservazioni di risonanze nel decadimento di barioni Lambda bottom (Λ0b) che sono compatibili con l'esistenza di uno stato legato di tipo pentaquark.
La Collaborazione LHCb, il 26 marzo 2019, ha osservato una nuova particella pentaquark ed ha confermato la struttura pentaquark precedentemente annunciata.

## Lista di pentaquark
- Pc(4312)+ - Conferma della scoperta nel 2019[4]
- Pc(4380)+ - Conferma della scoperta nel 2015[5]
- Pc(4450)+ - Conferma della scoperta nel 2015[5]